# Gilbert Baumslag
Gilbert Baumslag   (Johannesburg, 30 d'abril de 1933 - Nova York, 20 d'octubre de 2014) va ser un matemàtic sud-africà, establert als Estats Units.

## Vida i Obra
Baumslag va néixer a Johannesburg (Sud-àfrica), fill d'immigrants procedents dels estats bàltics que s'havien establert a Sud-àfrica entorn de 1928. Va estudiar a la universitat del Witwatersrand en la qual es va graduar el 1955. A continuació va començar els seus treballs de recerca a la universitat de Manchester (Anglaterra) fins que va obtenir el doctorat el 1958 amb una tesi de teoria de grups dirigida per Bernhard Neumann.
Va començar a impartir docència a la pròpia universitat de Manchester, però el curs següent va estar a la universitat de Princeton i a partir de 1961 a l'Institut Courant de la universitat de Nova York fins que el 1964 va ser nomenat professor de la universitat de la Ciutat de Nova York. El curs 1968-69 va ser membre de l'Institut d'Estudis Avançats de Princeton i els tres cursos següents professor de la universitat Rice. El 1973 va tonar a la universitat de la Ciutat de Nova York on va romandre fins a la seva mort el 2014.
Baumslag va ser líder en la recerca en teoria de grups infinits. Va ser l'organitzador i dinamitzador del Seminari de Teoria de Grups de Nova York, fundador del Centre d'Algorismes i Software Científic Interactiu (CAISS) i cap del projecte MAGNUS per aplicar l'àlgebra i la teoria de grups a una amplia gamma d'aplicacions.
El seu germà, Benjamin Baumslag, també va ser un notable matemàtic.